# ソニア・オサリバン
ソニア・オサリバン（Sonia O'Sullivan、1969年11月28日 - ）は、アイルランドの陸上競技選手。1990年代を代表する女子長距離ランナー。2000年シドニーオリンピックの銀メダリストである。

## 経歴
ソニア・オサリバンは1990年のヨーロッパ選手権の3000mに出場、最初のメジャー大会で11位という結果を残す。その後、急速に力をつけていき、1991年には5000mの室内世界新記録。1992年には800mから5000mまでの6種目のアイルランド新記録を樹立した。
同年夏には1992年バルセロナオリンピックに出場。3000m決勝では先頭集団に位置しながら残り1周、バックストレッチ（ゴール反対側の直線走路）でいったんリードしたものの、その後は3選手に追い抜かれて4位に終わった。1500mは準決勝で11位に終わり決勝進出を逃している。このオリンピックの3000mでは、銀メダルを獲得したEUNのタチアナ・ドロフスキフが、翌年、薬物で陽性反応が出ていることから、非常に残念な順位であった。
1993年頃からオサリバンは女子中距離界で圧倒的な力を持ち始めた。同年夏に行われたシュトゥットガルトの世界選手権では、1500mと3000mに出場し、金メダル獲得が期待された。しかし、まず行われた3000mのレース、残り2周となったところから、中国の3選手が猛然とスパートし、オサリバンはついていけず8分33秒38の4位に終わった。後日行われた1500mでも、無名の中国の選手の驚異的なラストスパートの前に敗れ銀メダルに終わった。このとき戦った中国の選手たちは、この年秋に行われた中国の国内大会で、現在でも破られていない驚異的な世界新記録を連発。しかし、そのまま消えてしまった選手が多く、ドーピングの可能性が高いと見られている。オサリバンにとっては、前年に引き続き残念な結果であった。
1994年、オサリバンは、1500mから3000mまでの種目で世界ランクトップ、5000mでも世界2位のタイムを出すなど充実したシーズンを送った。7月8日に、5分25秒36の世界新記録を樹立。翌週には3000mで8分21秒64のヨーロッパ新記録、世界歴代5位を樹立（上位4位は前年活躍した中国の選手たちである）。その後も1500m、1マイルで自己ベストを立て続けにマーク。ヨーロッパ選手権でも3000mで優勝候補と目される中、8分31秒84で初優勝を果たした。
1995年も、オサリバンは好調をキープ。前年同様、1500mから3000mまでの種目で世界ランクトップ、5000mでも2位という成績を残した。同年のイェーテボリの世界選手権では、1500mではなく5000mに出場する。この種目には、世界新記録を出したばかりのポルトガルのフェルナンダ・リベイロが出場していたが、オサリバンはリベイロに完勝。前回の世界選手権で獲得できなかった金メダルを獲得した。
オサリバンは、1996年のシーズンは前年ほどの圧倒的な力を見せていたわけではなかったが、3000mでは3年間続けている連勝も継続し、1500mでも2人しかいない3分台ランナーの1人であった。1996年アトランタオリンピックではこの2種目にエントリーした。まず5000mの予選は余裕でクリアした。しかし、決勝では体調を崩し、レース序盤はよかったものの、途中から後退しはじめついに途中リタイアしてしまった。1500mのレースも体調が回復しないまま出場し、準決勝で敗退してしまった。
1997年は、前年よりさらに不調で、アテネの世界選手権では1500mで決勝8位、5000mでは予選7位で決勝にも進出できなかった。しかし、1998年はシーズン序盤から好調で、モロッコのマラケシュで行われた世界クロスカントリー選手権では、4kmと8kmの2種目に出場し、両種目優勝の快挙を達成。トラックレースでも好調をキープ。8月にハンガリーのブダペストで開催されたヨーロッパ選手権では、日程の都合上、1500mと5000mの両方にエントリーすることが難しい状態であった。そのため、5000mと10000mに出場を決める。10000mはこれまでトラックで走ったことがない距離であったが、先頭をマークするレース運びで、ラスト200mを28.1秒のスパートでまとめ、金メダルを獲得。4日後の5000mでも、ルーマニアのガブリエラ・サボーがペースを作る展開で進みながら、ラストはオサリバンのスパートが炸裂し、2冠達成となった。
1999年は出産のためレースを中断するが、出産後10日で練習を再開し、3ヵ月後にはハーフマラソンを1時間10分5秒で走るまでに回復し、冬の間からオーストラリアで、シーズンに入るとヨーロッパでレースを積みながらシドニーオリンピックを目指した。シドニーでは、まず5000mに出場し、予選で15分7秒91のシーズンベスト、予選トップで決勝進出を決める。そして、3日後の決勝では、サボーと激しい争いの末、銀メダルを獲得。3度目のオリンピックで初の表彰台に立った。また、14分41秒02のタイムはアイルランド新記録であった。さらに、10000mにも出場。レースは大変なハイペースとなり、オサリバンはこの種目でも30分53秒37のアイルランド新記録を出したものの6位に終わった。オリンピックの後、10月に初めてマラソンに挑戦（ダブリンマラソン）、2時間35分42秒で優勝している。
2001年に2人目の子供を出産。復帰後に出場した2002年のヨーロッパ選手権では、5000m、10000mの2種目で銀メダルと活躍。しかし、2003年のシーズンは不調で、パリの世界選手権の5000mでは、決勝進出選手中最下位の15位に終わった。
2004年には、4度目のオリンピックとなるアテネオリンピックに出場した。しかし5000mでは体調不良のため、決勝で14選手中最下位、金メダルのエチオピアのメセレト・デファーに周回遅れにされるという結果に終わった。その後も競技を続け、2005年4月にはロンドンマラソンに出場。2時間29分01秒の自己ベストで8位に入る。しかし、その後故障し世界選手権への出場は見合わせた。
現在、オサリバンは、アイルランドとオーストラリアの国籍を保有している。

## 自己ベスト
- 800 m - 2:00.69  (1994年)
- 1500 m - 3:58.85  (1995年)
- 1マイル - 4:17.25  (1994年)
- 3000 m - 8:21.64  (1994年)
- 5000 m - 14:41.02  (2000年)
- 10000 m - 30:47.59  (2002年)
- ハーフマラソン - 1:07:19  (2002年)
- マラソン - 2:29:01  (2005年)

## 主な実績
| 年   | 大会                     | 場所                             | 種目    | 結果 | 記録       |
| ---- | ------------------------ | -------------------------------- | ------- | ---- | ---------- |
| 1991 | ユニバーシアード         | シェフィールド(イギリス)         | 1500m   | 1位  | 4分12秒14  |
| 1991 | ユニバーシアード         | シェフィールド(イギリス)         | 3000m   | 2位  | 8分56秒35  |
| 1992 | オリンピック             | バルセロナ(スペイン)             | 3000m   | 4位  | 8分47秒41  |
| 1993 | 世界陸上選手権           | シュトゥットガルト(ドイツ)       | 1500m   | 2位  | 4分3秒48   |
| 1993 | 世界陸上選手権           | シュトゥットガルト(ドイツ)       | 3000m   | 4位  | 8分33秒38  |
| 1993 | IAAFグランプリファイナル | ロンドン(イギリス)               | 1マイル | 2位  | 4分24秒97  |
| 1993 | IAAFグランプリファイナル | ロンドン(イギリス)               | 3000m   | 1位  | 8分38秒12  |
| 1994 | ヨーロッパ陸上選手権     | ヘルシンキ(フィンランド)         | 3000m   | 1位  | 8分31秒84  |
| 1994 | IAAFグランプリファイナル | パリ(フランス)                   | 5000m   | 1位  | 15分12秒94 |
| 1995 | 世界陸上選手権           | イェーテボリ(スウェーデン)       | 5000m   | 1位  | 14分46秒47 |
| 1995 | IAAFグランプリファイナル | (モナコ)                         | 3000m   | 1位  | 8分39秒94  |
| 1996 | オリンピック             | アトランタ(アメリカ合衆国)       | 5000m   | -    | DNF        |
| 1997 | 世界室内陸上選手権       | パリ(フランス)                   | 3000m   | 2位  | 8分46秒19  |
| 1997 | 世界陸上選手権           | アテネ(ギリシャ)                 | 1500m   | 8位  | 4分7秒81   |
| 1998 | ヨーロッパ陸上選手権     | ブダペスト(ハンガリー)           | 5000m   | 1位  | 15分06秒50 |
| 1998 | ヨーロッパ陸上選手権     | ブダペスト(ハンガリー)           | 10000m  | 1位  | 31分29秒33 |
| 1998 | IAAFワールドカップ       | ヨハネスブルグ(南アフリカ共和国) | 5000m   | 1位  | 16分24秒52 |
| 2000 | オリンピック             | シドニー(オーストラリア)         | 5000m   | 2位  | 14分41秒02 |
| 2000 | オリンピック             | シドニー(オーストラリア)         | 10000m  | 6位  | 30分53秒37 |
| 2000 | IAAFグランプリファイナル | ドーハ(カタール)                 | 3000m   | 1位  | 8分52秒01  |
| 2002 | ヨーロッパ陸上選手権     | ミュンヘン(ドイツ)               | 5000m   | 2位  | 15分14秒85 |
| 2002 | ヨーロッパ陸上選手権     | ミュンヘン(ドイツ)               | 10000m  | 2位  | 30分47秒59 |